# Pavia Pollas
Pavia Adolf Rasmus Pollas (* 9. Juni 1885 in Uummannaq; † unbekannt) war ein grönländischer Landesrat.

## Leben
Pavia Pollas war der Sohn von Pele Abraham Isak Pollas (1860–1892) und seiner Frau Kristiane Johanne Sofie Vilhelmine Kronvold (1861–1926). Über seine Frau war er der Schwiegersohn von Søren Nielsen (1861–1932) sowie der Schwager der Landesräte Jens Nielsen (1887–?) und Hans Nielsen (1891–?). Sein Schwiegersohn war Knud Bidstrup (1907–?).
Pavia Pollas war als Arbeitsvorsteher in seinem Heimatort tätig. Von 1923 bis 1926 war er Mitglied im nordgrönländischen Landesrat. Die Sitzung von 1925 verpasste er und wurde dabei nicht vertreten.